# Porphyrinia jocularis
Porphyrinia jocularis är en fjärilsart som beskrevs av Hugo Theodor Christoph 1877. Porphyrinia jocularis ingår i släktet Porphyrinia och familjen nattflyn. Inga underarter finns listade i Catalogue of Life.